# فليجرفاوست
فليجرفاوست (بالألمانية: Fliegerfaust) هو وصف يستخدمه الجيش الاتحادي الألماني بوندسڤير للإشارة لسلاح محمول على الكتف يستخدم للدفاع ضد الأهداف الجوية. يعود المصطلح في الأصل إلى فترة الحرب العالمية الثانية. حيث ظهر بنهاية الحرب سلاح سُمي بهذا الاسم واختبره الفيرماخت في ذلك الحين. ويشابه هذا السلاح في شكله وطريقة إطلاق قذائفه سلاح بانزرفاوست.

## البوندسڤير
كان في ترسانة البوندسڤير سلاحان وُصفا بوصف فليجرفاوست. الأول فليجرفاوست 1 الذي قُدم في 1979، وهو إصدار من FIM-43 Redeye أمريكي الأصل وحتى 1992 إذ دخل الخدمة السلاح FIM-92 Stinger.